# Ratpenat frugívor de Lore Lindu
El ratpenat frugívor de Lore Lindu (Rousettus linduensis) és una espècie de ratpenat de la família dels pteropòdids. És endèmic d'Indonèsia. El seu hàbitat natural són els boscos d'aiguamoll, on viu a una altitud d'aproximadament 1.000 msnm. No se sap si hi ha amenaces significatives per a la supervivència d'aquesta espècie.